# Crazy Ken Band
Die Crazy Ken Band (クレイジーケンバンド) ist eine japanische Rockband.

## Bandgeschichte
Bandleader Ken Yokoyama gründete 1991 die Band CKs zusammen mit Ken Yokoyama, Keiichi Hiroishi, Masao Onose und Shinya Horaguchi. Insgesamt wuchs die Band auf 15 Mitglieder an, wobei allerdings nur die vier vorgenannten zum inneren Kern der Gruppe gehörten. 1997 kam mit Keiichi Nakanishi ein fünftes Mitglied hinzu und die Band änderte ihren Namen schließlich zur Crazy Ken Band. 2000 wurde auch Toraji Shingū in den inneren Kern der Band aufgenommen.
Die Band legte 1998 mit Punch! Punch! Punch! ihr Debütalbum vor. Insgesamt 17 Studioalben und zahlreiche weitere Tonträger veröffentlichte die Band seitdem. Bekannt wurde sie 2005, als sie den Titelsong und den Soundtrack für die japanische Dramaserie Tiger & Dragon veröffentlichte.
Erfolgreichste Single in den Oricon-Charts wurde 2007 Tenyawanya Desu yo (てんやわんやですよ Hectic!), die Platz 10 erreichte. Erfolgreichstes Album war Mousukkari Arenandayone (もうすっかりあれなんだよね), das Platz 3 erreichte.
HMV Japan wählte die Gruppe 2003 auf Platz 98 der Top 100 japanischer Künstler.

## Musikstil
Die Band ist dem Pre-J-Pop zuzuordnen. Sie vermischt verschiedene Einflüsse, darunter Rock’n’Roll, Pop, Enka, Soul, Punk, Jazz, Blues, Bossa Nova und R&B. Die Texte sind sentimental gehalten und retro. Sie handeln unter anderem von Muscle-Cars, einem Hobby Yokoyamas, und von japanischer Kultur.

## Diskografie

### Alben
| Jahr | Titel                                                | Höchstplatzierung, Gesamtwochen, AuszeichnungChartsChartplatzierungen (Jahr, Titel, Platzierungen, Wochen, Auszeichnungen, Anmerkungen) | Anmerkungen                              |
| Jahr | Titel                                                | JP | Anmerkungen                              |
| ---- | ---------------------------------------------------- | --- | ---------------------------------------- |
| 1998 | Punch! Punch! Punch!                                 | — | Erstveröffentlichung: 25. Juni 1998      |
| 1999 | Goldfish Bowl                                        | — | Erstveröffentlichung: 10. Mai 1999       |
| 2000 | Shock Ryōhō (ショック療法) Shock Therapy             | — | Erstveröffentlichung: 10. Juni 2000      |
| 2002 | Gran Turismo (グランツーリズモ)                      | JP34 (13 Wo.)JP | Erstveröffentlichung: 7. August 2002     |
| 2003 | 777                                                  | JP14 (18 Wo.)JP | Erstveröffentlichung: 25. Juni 2003      |
| 2004 | Brown Metallic                                       | JP13 (12 Wo.)JP | Erstveröffentlichung: 23. Juni 2004      |
| 2004 | Soul Punch                                           | JP9 (16 Wo.)JP | Erstveröffentlichung: 6. Juli 2005       |
| 2006 | Galaxy                                               | JP10 (11 Wo.)JP | Erstveröffentlichung: 2. September 2006  |
| 2007 | Soul (電波)                                          | JP6 (10 Wo.)JP | Erstveröffentlichung: 8. August 2007     |
| 2008 | Zero                                                 | JP5 (8 Wo.)JP | Erstveröffentlichung: 12. August 2008    |
| 2009 | Girls! Girls! Girls! (ガール!ガール!ガール!)         | JP4 (10 Wo.)JP | Erstveröffentlichung: 13. August 2008    |
| 2010 | Mint Condition                                       | JP9 (8 Wo.)JP | Erstveröffentlichung: 11. August 2008    |
| 2012 | Italian Garden                                       | JP4 (8 Wo.)JP | Erstveröffentlichung: 29. Februar 2012   |
| 2013 | Flying Saucer                                        | JP6 (9 Wo.)JP | Erstveröffentlichung: 22. Mai 2013       |
| 2014 | Spark Plug                                           | JP9 (9 Wo.)JP | Erstveröffentlichung: 3. September 2014  |
| 2015 | Mousukkari Arenandayone (もうすっかりあれなんだよね) | JP3 (9 Wo.)JP | Erstveröffentlichung: 12. August 2015    |
| 2016 | Hong Kong Taxi                                       | JP4 (10 Wo.)JP | Erstveröffentlichung: 3. August 2016     |
| 2018 | Going to a Go-Go                                     | JP8 (10 Wo.)JP | Erstveröffentlichung: 1. August 2018     |
| 2019 | Pacific                                              | JP11 (8 Wo.)JP | Erstveröffentlichung: 7. August 2019     |
| 2020 | Now                                                  | JP14 (5 Wo.)JP | Erstveröffentlichung: 21. Oktober 2020   |
| 2021 | I like it                                            | JP5 (20 Wo.)JP | Erstveröffentlichung: 8. September 2021  |
| 2022 | Tree Shadow                                          | JP9 (7 Wo.)JP | Erstveröffentlichung: 3. August 2022     |
| 2023 | Sekai (世界)                                         | JP17 (7 Wo.)JP | Erstveröffentlichung: 6. September 2023  |
| 2024 | Mars (火星)                                          | JP14 (5 Wo.)JP | Erstveröffentlichung: 18. September 2024 |

### 12"–Alben
- 1999: Yokowake Handsome World (ヨコワケハンサムワールド)
- 2000: The Playboy’s Manual
- 2006: MilkyWay Galaxy

### Digitale Alben
- 2005: iTunes Originals – Crazy Ken Band (Exklusiv in Japan)

### Livealben
- 2000: Aoyama 246 no Shinyazoku no Yoru (山246深夜族の夜)

### Kompilationen
| Jahr | Titel                                                                                     | Höchstplatzierung, Gesamtwochen, AuszeichnungChartsChartplatzierungen (Jahr, Titel, Platzierungen, Wochen, Auszeichnungen, Anmerkungen) | Anmerkungen                            |
| Jahr | Titel                                                                                     | JP | Anmerkungen                            |
| ---- | ----------------------------------------------------------------------------------------- | --- | -------------------------------------- |
| 2004 | CKBB – Oldies But Goodies                                                                 | JP9 (49 Wo.)JP | Erstveröffentlichung: 3. März 2004     |
| 2008 | Middle & Mellow of Crazy Ken Band                                                         | JP58 (3 Wo.)JP | Erstveröffentlichung: 8. Oktober 2008  |
| 2010 | Crazy Ken Band: Best Tsuru (クレイジーケンバンド・ベスト 鶴) Crazy Ken Band: Best (Crane) | JP10 (13 Wo.)JP | Erstveröffentlichung: 24. Februar 2010 |
| 2010 | Crazy Ken Band: Best Kame (クレイジーケンバンド・ベスト 亀) Crazy Ken Band: Best (Turtle) | JP11 (9 Wo.)JP | Erstveröffentlichung: 7. August 2010   |
| 2011 | Single Collection / P-Vine Years                                                          | JP30 (2 Wo.)JP | Erstveröffentlichung: 23. Februar 2011 |
| 2017 | Crazy Ken Band All Time Best Album                                                        | JP15 (11 Wo.)JP | Erstveröffentlichung: 2. August 2017   |

### Singles
| Jahr | Titel Album | Höchstplatzierung, Gesamtwochen, AuszeichnungChartsChartplatzierungen (Jahr, Titel, Album, Platzierungen, Wochen, Auszeichnungen, Anmerkungen) | Anmerkungen                              |
| Jahr | Titel Album | JP | Anmerkungen                              |
| ---- | --- | --- | ---------------------------------------- |
| 2001 | Nikutai Kankei (肉体関係) Sex Friend –                                                                         | — | Erstveröffentlichung: 25. Juni 2001      |
| 2001 | September (せぷてんばぁ) –                                                                                     | — | Erstveröffentlichung: 10. September 2001 |
| 2002 | Mappira Rock (まっぴらロック) –                                                                                | — | Erstveröffentlichung: 22. Mai 2002       |
| 2002 | GT – | — | Erstveröffentlichung: 10. Juli 2002      |
| 2002 | Tiger & Dragon (タイガー＆ドラゴン) –                                                                          | JP17 (48 Wo.)JP | Erstveröffentlichung: 4. Dezember 2002   |
| 2002 | Christmas Nante Daikirai!! Nanchatte (クリスマスなんて大嫌い!! なんちゃって♥) I Hate Christmas! Only Joking♥ – | JP14 (9 Wo.)JP | Erstveröffentlichung: 4. Dezember 2002   |
| 2003 | Amai Hibi/A, Yaru to kya Yaranakya Dame na no yo. (甘い日々／あ、やるときゃやらなきゃダメなのよ。) –           | JP24 (9 Wo.)JP | Erstveröffentlichung: 19. Februar 2003   |
| 2004 | Abuku (あぶく) Easy –                                                                                          | JP35 (7 Wo.)JP | Erstveröffentlichung: 1. Dezember 2004   |
| 2006 | Meri Meri (I Wanna Marry Marry You) (メリメリ) -I Wanna Marry Marry You- –                                     | JP28 (5 Wo.)JP | Erstveröffentlichung: 26. Juli 2006      |
| 2007 | Tenyawanya Desu yo (てんやわんやですよ Hectic!) –                                                              | JP10 (8 Wo.)JP | Erstveröffentlichung: 21. Februar 2007   |
| 2009 | Girlfriend (ガールフレンド) –                                                                                  | JP12 (5 Wo.)JP | Erstveröffentlichung: 22. Juli 2009      |
| 2010 | 1107 (イイオンナ) Good Woman –                                                                                 | JP15 (5 Wo.)JP | Erstveröffentlichung: 21. Juli 2010      |
| 2011 | Ippai Ippai (いっぱい いっぱい Full Full) –                                                                    | JP20 (3 Wo.)JP | Erstveröffentlichung: 6. Juli 2011       |
| 2011 | Wairudo de Ikou!!! (ワイルドで行こう！！！ Let’s Go Wild!!!) –                                                 | JP44 (3 Wo.)JP | Erstveröffentlichung: 23. November 2011  |
| 2012 | Furuyou Kurabu (不良倶楽部) Failure Club –                                                                     | JP32 (4 Wo.)JP | Erstveröffentlichung: 1. Februar 2012    |
| 2013 | (ま、いいや) Well, no. –                                                                                       | JP43 (4 Wo.)JP | Erstveröffentlichung: 23. Januar 2013    |
| 2014 | (スパークだ!) It’s a Spark! –                                                                                  | JP24 (4 Wo.)JP | Erstveröffentlichung: 16. Juli 2014      |
| 2015 | (指輪) Ring –                                                                                                  | JP22 (3 Wo.)JP | Erstveröffentlichung: 1. Juli 2015       |
| 2020 | Ivory EP – | JP19 (5 Wo.)JP | Erstveröffentlichung: 24. Juni 2020      |